# ムハンマド・アリー・モスク
ムハンマド・アリー・モスク（アラビア語: مسجد محمد علي〈Masdschid Muhamad ʿAlī〉、英語: Muhammad Ali Mosque〈Mosque of Muhammad Ali〉）は、エジプトの首都カイロのシタデル（英: Cairo Citadel）に、およそ1830年から1848年にかけてムハンマド・アリー・パシャ（在位1805-1848年）の指示のもとに建設されたモスクである。内壁面などにアラバスター（雪花石膏）が使用されていることから「アラバスター・モスク」とも称される。
シタデル（城塞）の西（南）の一角にあるこのモスクは、19世紀に建てられたトルコ（オスマン建築）様式のモスクであり、エジプトで最も高い2基のミナレット（尖塔）を備える。カイロのランドマークであるシタデル（サラディンの城塞、アラビア語: قلعة صلاح الدين〈Qalaʿat Salāḥ ad-Dīn〉、英語: Citadel of Saladin）に位置するムハンマド・アリー・モスクは、歴史的都市カイロの主要な観光名所の1つである。

## 歴史

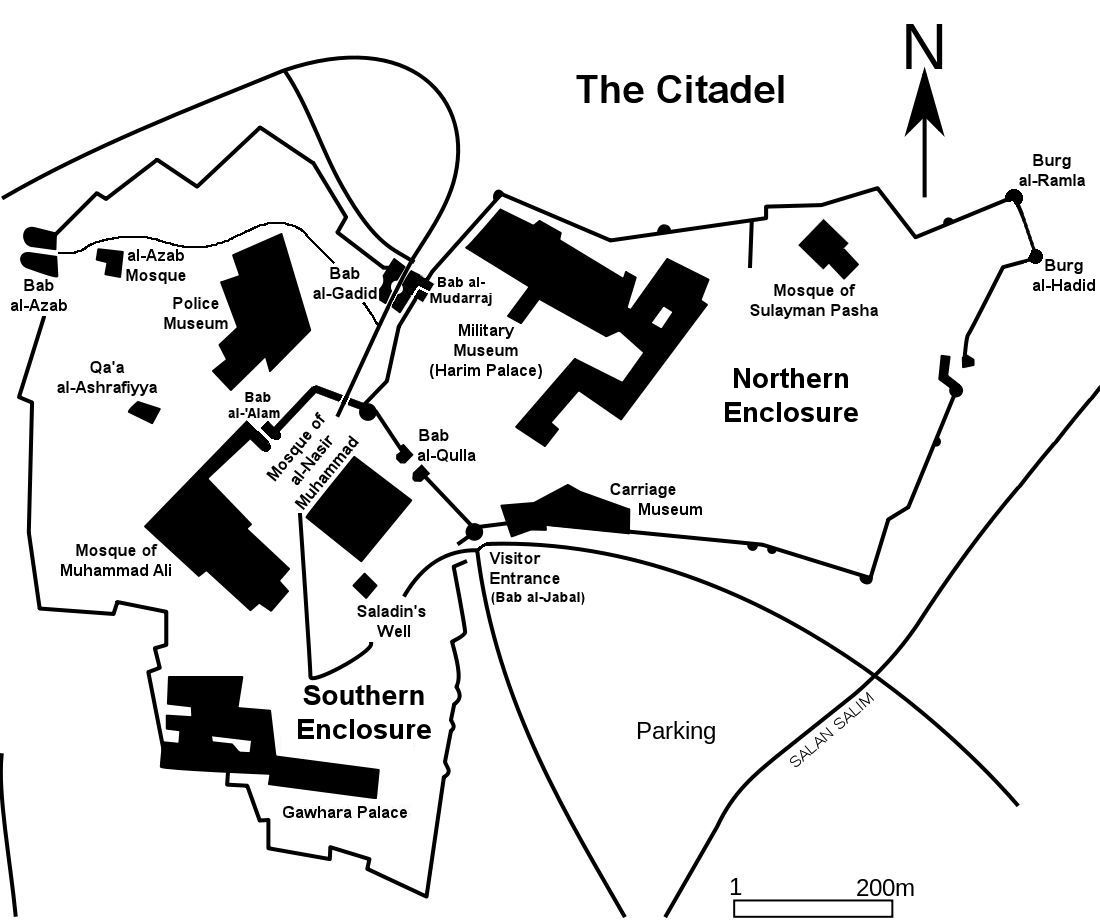
シタデルにあるムハンマド・アリー・モスク (Mosque of Muhammad Ali) の位置（標記: 英語）

ムハンマド・アリー・モスクは、12世紀にアイユーブ朝（1171-1250年）を興したサラーフッディーン（サラディン、在位1171/1172-1193年）にさかのぼるカイロのシタデル上にあり、マムルーク朝（1250-1517年）からのハレムなどの構造物の廃墟があった南側の場所に建設された。工事は1828年末頃より始められたが、正式な建設事業の着工は1830年とされる。
モスクは、1848年、ムハンマド・アリーがエジプト（オスマン帝国領エジプト）の総督（パシャ）を退き、短命のイブラーヒーム・パシャ（在位1848年）に次いで即位したアッバース・パシャ（アッバース・ヒルミー1世、在位1848-1854年）により完成したとされる。アッバース・パシャが1848年のうちに即位すると、モスクの装飾作業の完了を命じるとともに、予定されたムハンマド・アリーの霊廟に大理石造りの構造物と銅のマクスーラを追加している。

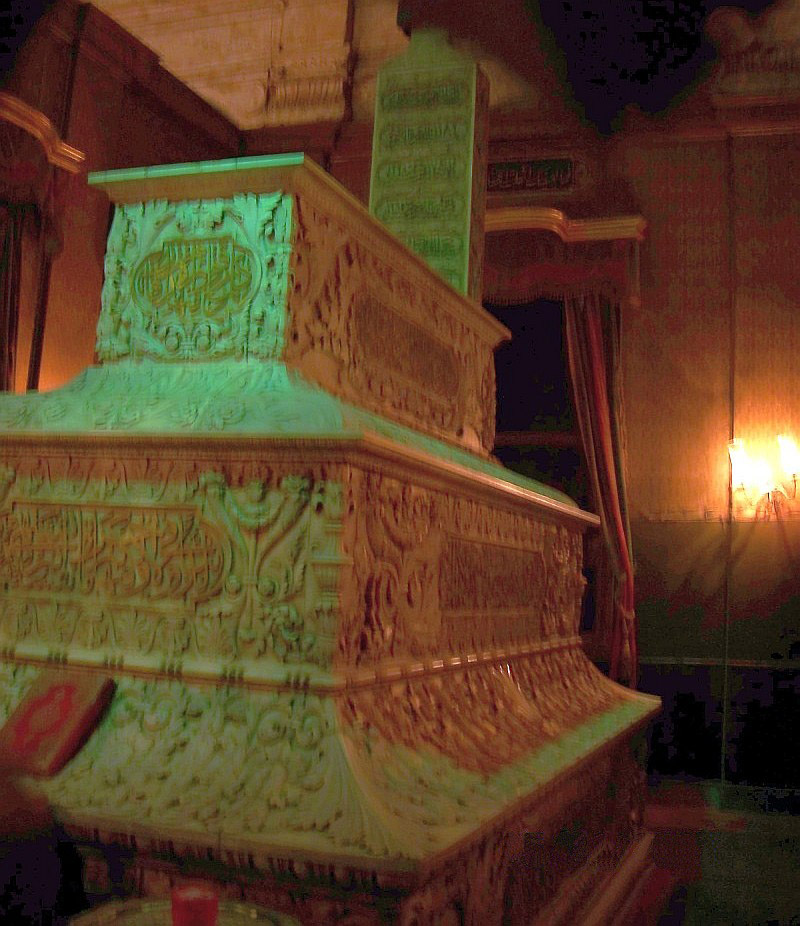
ムハンマド・アリーの墓

モスクはほぼ完成したものの、1849年にムハンマド・アリーが亡くなった後も作業は継続され、サイード・パシャ（ムハンマド・サイード、在位1854-1863年）の治世となる1857年になって完了した。モスクに認められる碑文には、アッバース・パシャならびにサイード・パシャによる建造のための寄進（ワクフ）が記されている。
ムハンマド・アリー・パシャの遺体は、1857年、王室墓地（アラビア語: حوش الباشا〈Hawsh al-Basha〉Hosh al-Pasha）からモスクに移され、中庭の南西の一角に備えられた白大理石3段造りの墓に葬られた。
その後、1899年、モスクに亀裂の兆しが認められ、不十分ながら修繕された。しかし、引き続きモスクの状態の悪化が見られたため、1931年、エジプト王フアード1世（在位1922-1936年）によって徹底した修復を図るよう命じられると、1939年、ファールーク1世（在位1936/1937-1952年）のもと、ようやく改築事業が完了した。

## 構造

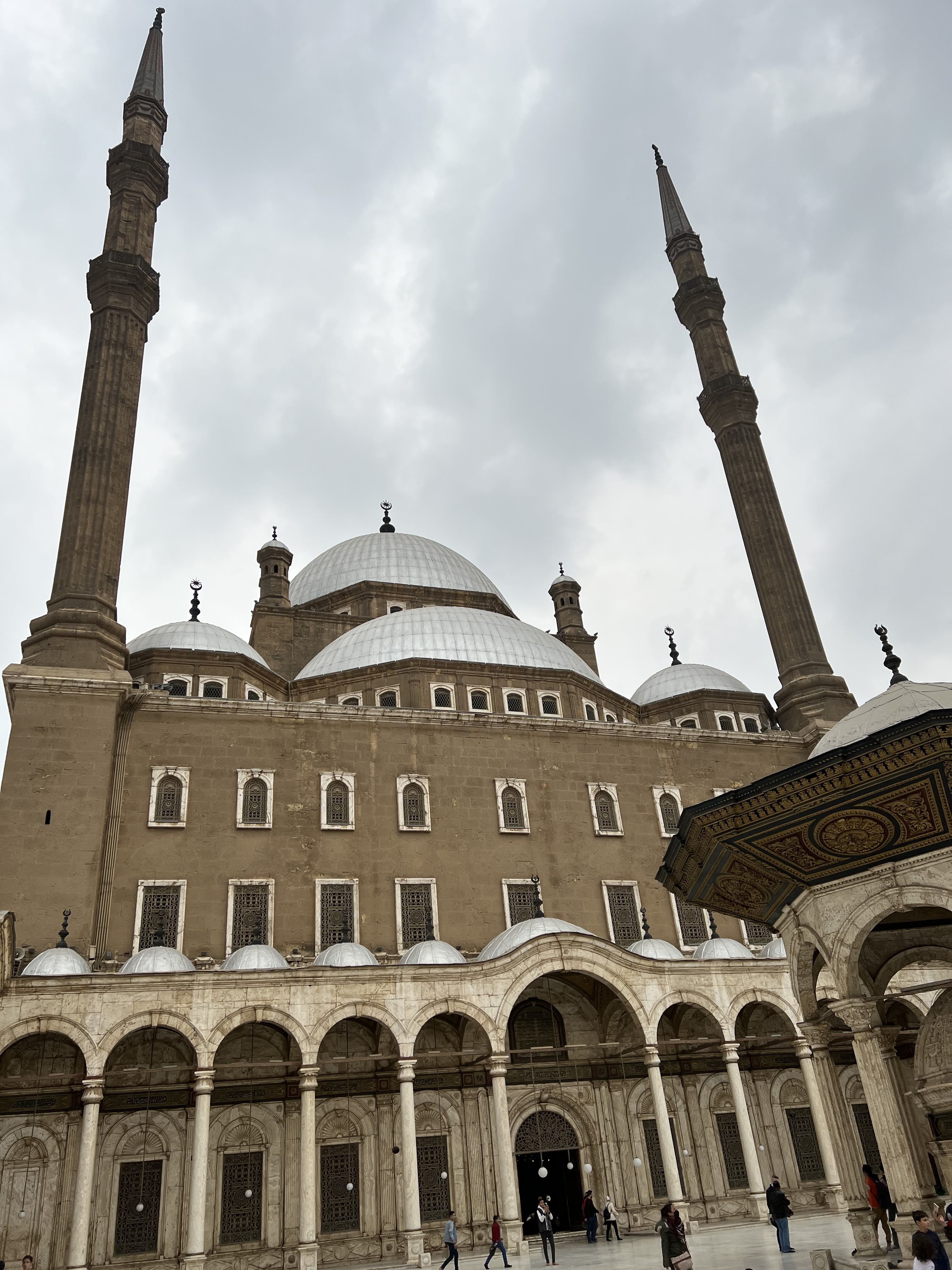
中庭（前庭）から見た2基のミナレット

ムハンマド・アリーは、オスマン帝国に従属をよそに、これまでのマムルークの建築様式を踏襲することなく、支配者であったオスマンの建築の様式によって、自身とエジプトの威勢を誇る国家的モスクを建設することを選択した。中央ドームを複数のドームにより取り囲むこの様式の適用は、2基のミナレットの採用と相まって、スルタンの権威のうえに築かれるモスクの特徴を備えるもので、事実上、エジプトの独立を示す反抗宣言であった。
建築家は、イスタンブールからのユースフ・ボシュナ（ユスフ・ブシュナク、Yusuf Boshnak〈Bushnaq〉) の名が認められる。モスクはイスタンブールにあるいくつかのモスクを手本として、東ローマ帝国（ビザンティン帝国）時代にさかのぼるアヤソフィアをはじめ、オスマン帝国のバヤズィト・モスク、スレイマニエ・モスク、それにスルタンアフメト・モスクなど、オスマン（ビザンツ＝オスマン）様式の建築物に倣って構築された。
モスクは、中央の大ドームを四方の半ドームと四隅の小ドームによって取り囲むように構築されている。また、ミフラーブ（壁龕）のある東（南東）側の突出部も半ドームに覆われる。中央ドームは、直径21メートル、高さは48メートル(52m) である。

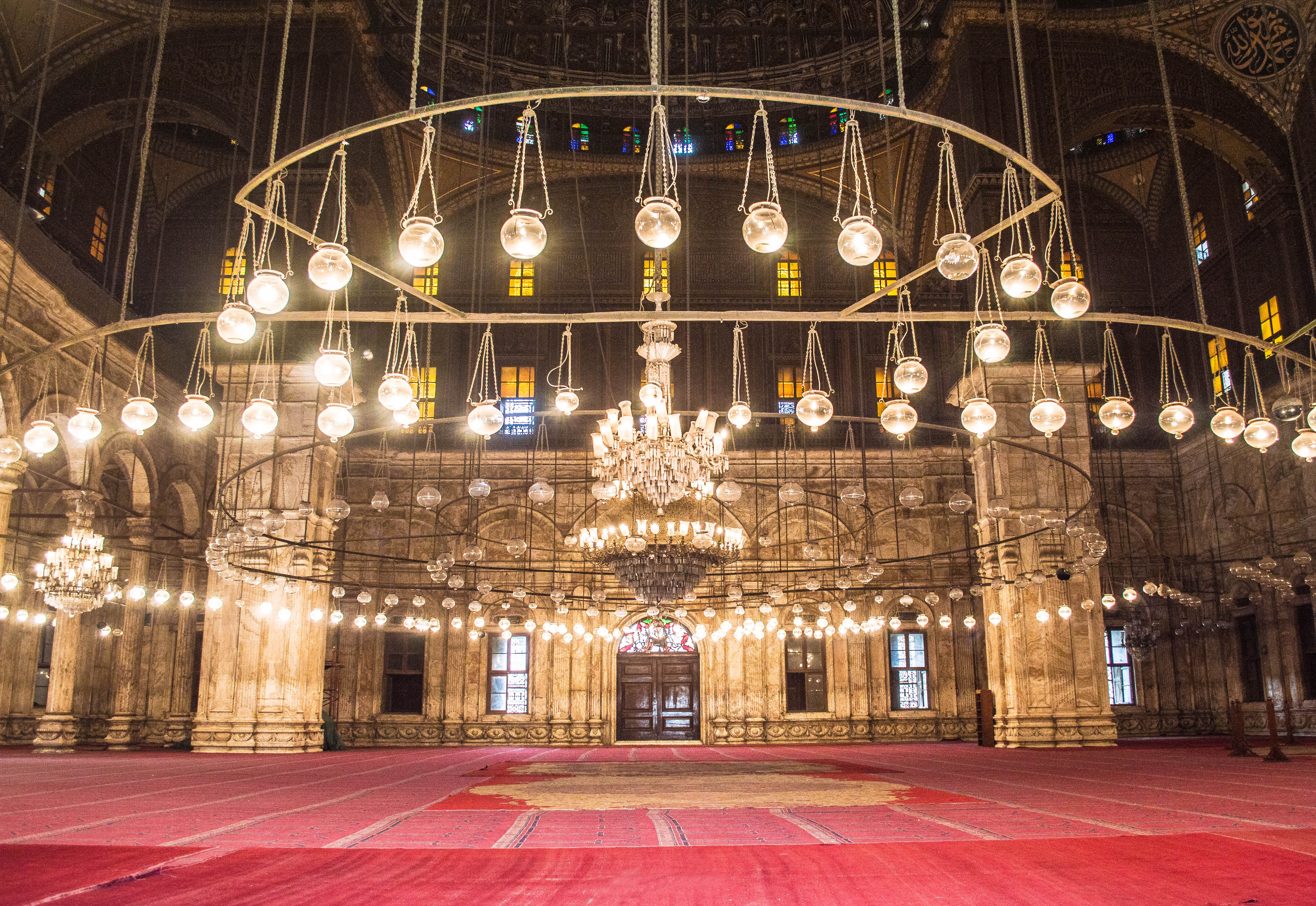
礼拝室内

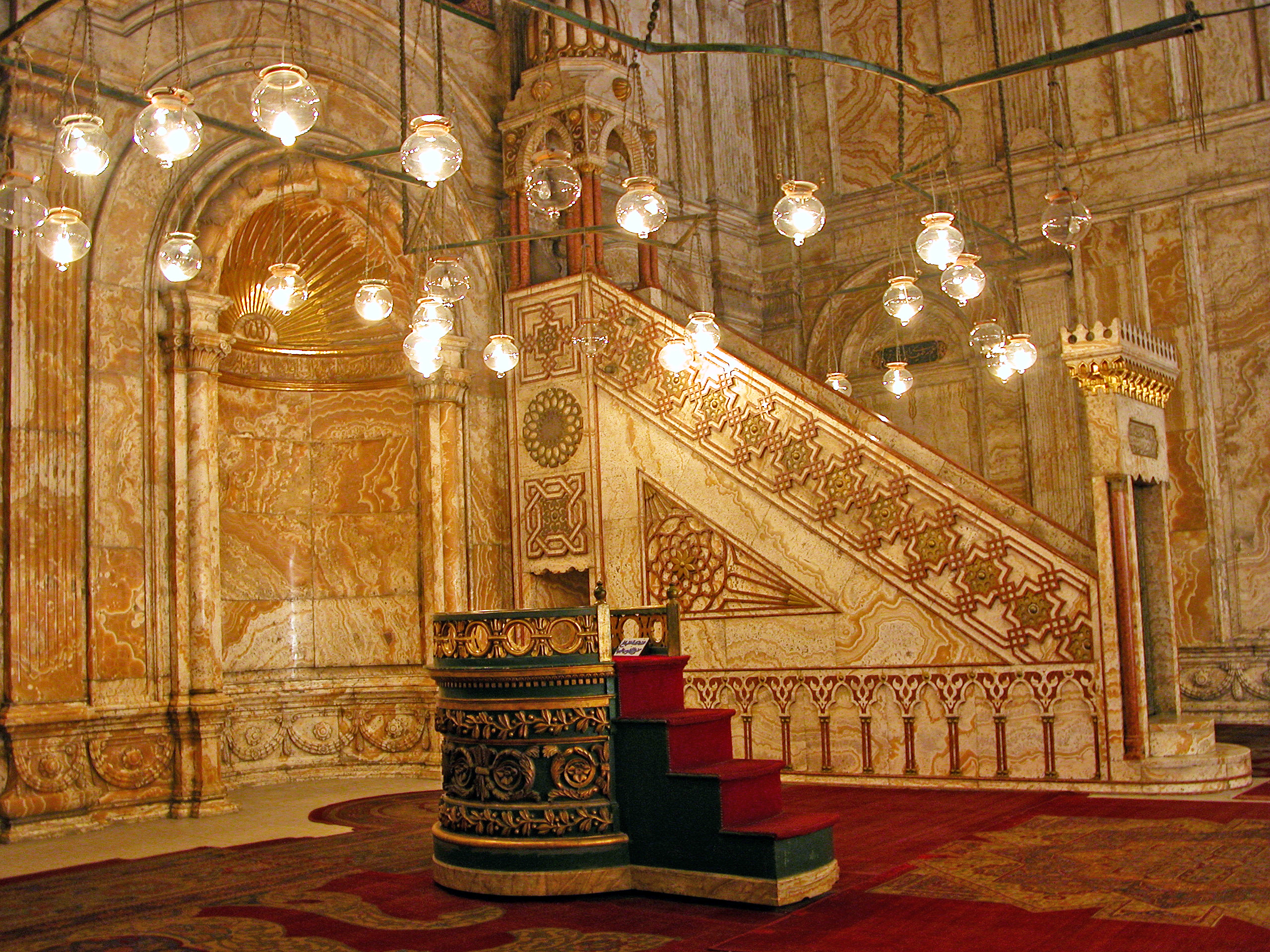
ミフラーブとミンバル

礼拝室の内面は、一辺41メートルの正方形で、礼拝室のアーチを4本の角形の躯体柱（ピア、Pier）が支える。外壁などの資材は石灰岩であるが、内壁面と支柱は、高さ11メートル (11.3m) まで、エジプト産白大理石ないし上エジプトのベニ・スエフ産アラバスターで覆われている。上方のドームは、黒色に金彩色の浮き彫り（レリーフ）の意匠により装飾されている。
モスクの西側には、同じくオスマン様式の2基の細いミナレットがあり、高さは84メートル(82m) で、エジプトで最も高く、世界でも有数のミナレットである。

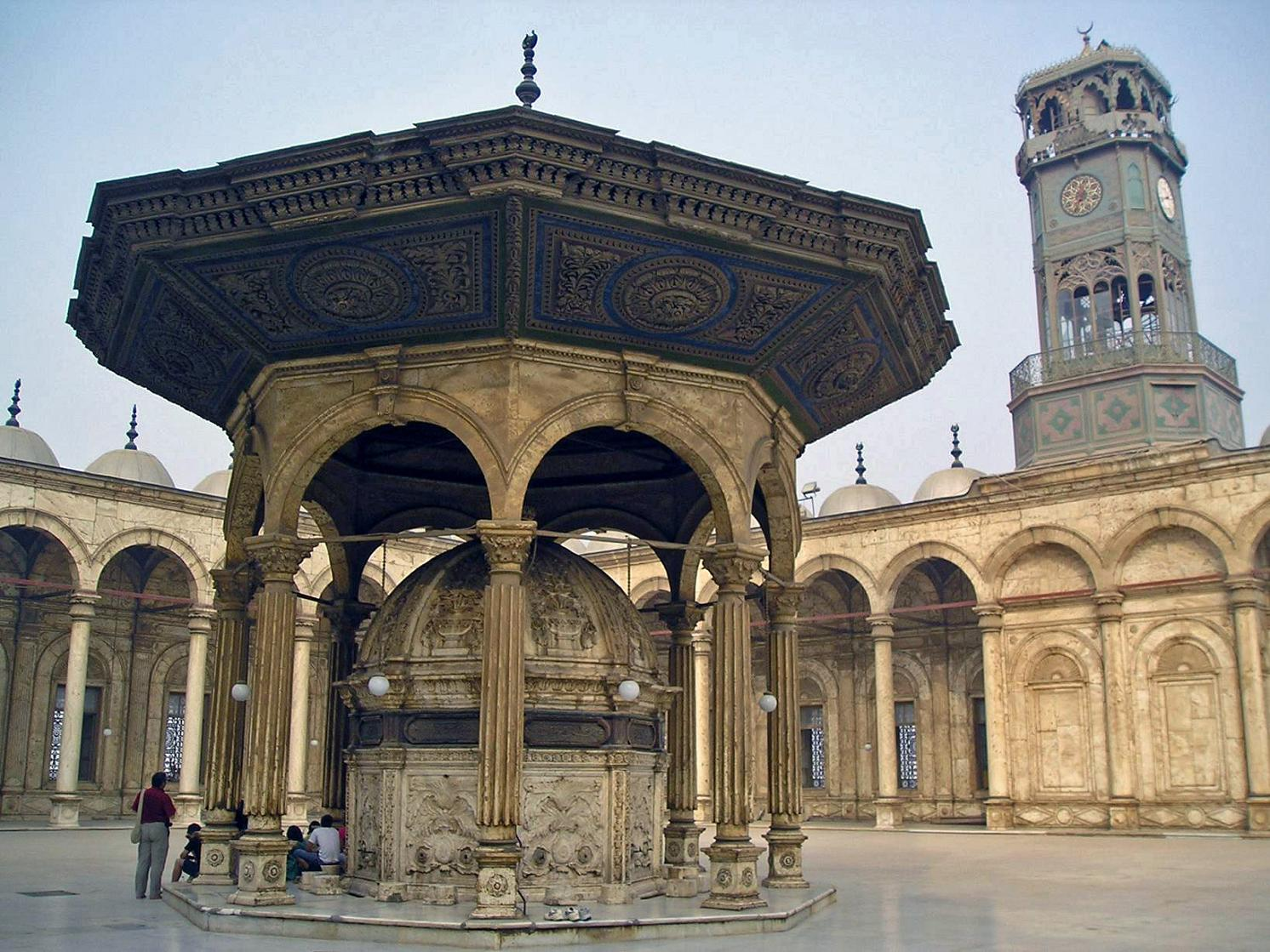
中庭 (sahn) 中央のキオスクと時計塔（Cairo Citadel Clock）

モスク西側にある中庭は、長径54メートル、幅53メートル (52m) で、泉亭（水場）として備えられた八角形のキオスクが中央に配置されている。四方はアーチを支える大理石の列柱（コロネード）回廊により囲まれ、回廊の上面部は小さなドームに覆われる。
回廊の西（北西）面中央の上部には、フランス王ルイ・フィリップ（在位1830-1848年）よりムハンマド・アリーに贈られた時計塔（英: Cairo Citadel Clock）が現存する。時計は1845年（1846年）に寄贈されたが、モスクが未完であったため、シュブラのムハンマド・アリー宮殿（英: Mohammad Ali Palace）に保管された後、サイード・パシャの時代の1855年（1856年）になってムハンマド・アリー・モスクに設置された。この時計は、現在コンコルド広場にあるルクソール神殿のオベリスクの返礼と一般にいわれるが、異論も唱えられる。